# مارتزیو
مارتزیو (به ایتالیایی: Marzio) یک کومونه در ایتالیا است که در استان وارزه واقع شده‌است.

## خصوصیات
مارتزیو ۲٫۰ کیلومترمربع مساحت و ۲۹۰ نفر جمعیت دارد.